# Benești (Vaslui)
Benești es una localidad rumana de la comuna de Tanacu, en el condado de Vaslui.

## Historia
Hacia finales del siglo XIX la localidad, que ya por entonces formaba parte de la comuna de Tanacu, perteneciente al condado de Vaslui, tenía contabilizada una población de 541 habitantes. En la segunda mitad del siglo XX la localidad seguía formando parte de Tanacu.